# Lavaredohütte
Die Lavaredohütte (italienischer Name: Rifugio Lavaredo) ist eine vom Bergführer Francesco Corte Colò „Mazzetta“ erbaute und privat geführte Schutzhütte in den Dolomiten (Provinz Belluno, Italien) auf einer Höhe von 2344 m s.l.m. Sie befindet sich östlich der Drei Zinnen und liegt im Gebiet des Dolomitenkriegs (1915–1918). Die Lavaredohütte ist zu Fuß von der Auronzohütte in gut 30 Minuten erreichbar und somit eine beliebte Zwischenstation auf dem Weg zum Paternsattel am Drei-Zinnen-Rundweg.

## Zugänge
- Von der Auronzohütte, 30 Minuten Gehzeit
- Aufstieg von Misurina (Weg 101, Gehzeit 2,5 Stunden)

## Übergänge
- zur Dreizinnenhütte über Paternsattel, (Weg 101, Gehzeit 1 Stunde, Mountainbike-Strecke)
- zur Büllelejochhütte über das Oberbacherjoch, (Gehzeit 1¼ Stunden)
- zur Zsigmondyhütte, (Gehzeit 2½ Stunden)

## Gipfelbesteigungen
- Paternkofel (2744 m, Klettersteig)
- Obernbachernspitze (2675 m)
- diverse Klettertouren auf die Drei Zinnen